# ミラン・ネディッチ
ミラン・ネディッチ（キリル表記：Милан Недић、ラテン表記：Milan Nedić または、Nedici、1877年9月2日 - 1946年2月4日）は、ユーゴスラビアの軍人、セルビアの政治家。第二次世界大戦中のドイツの傀儡政権であるセルビア救国政府の議長。

## 生涯
ベオグラード近郊に生まれ、クラグイェヴァツの体育学校を卒業後、セルビア公国陸軍に入隊。バルカン戦争や第一次世界大戦での軍功を経て、ユーゴスラビア王国建国時に参謀総長に任じられる。1920年～1922年、駐ソフィア、1922年～1923年、駐パリ、1927年～1929年、駐ローマ駐在武官。
1939年8月から1940年11月までユーゴスラビア国防大臣。
1941年4月のドイツ軍のユーゴスラビア侵攻時、第3軍集団を指揮するが投降。独ソ戦開始後の8月29日にドイツ軍政下でセルビア救国政府議長が発足すると、「セルビア民族の維持」を目的として議長就任を宣言。1941年9月には暗殺されかけるも、1944年にヨシップ・ブロズ・チトーのパルチザン部隊によってユーゴスラビア全土が解放されるまで、セルビアの治安維持に尽くした。この間1943年から1944年まで内務大臣を兼務。
彼の政権は概ねドイツ軍政の方針に沿うものだったが、救国政府の部隊であるセルビア自衛軍の東部戦線への投入は最後まで拒否した。また、当初は敵味方として戦っていたチェトニクに対しても、後にチトーのパルチザンが優勢になるに連れて同盟して共に戦っている。ユーゴ解放後はウィーンに逃亡するも、イギリス軍の捕虜となってチトー政権に身柄を引き渡される。戦争犯罪人として起訴される中で獄死。目撃者がいない中での死亡だったため、自殺説や暗殺説があるがいずれも証拠がない。
早々と降伏した挙句占領軍への協力を行うなど売国奴としての評価が長らく定まっていたが、その一方でウスタシャやナチスに迫害された数十万のセルビア人を始めスロベニア人・更には極少数のユダヤ人を受け入れるなど、一連の行動をセルビア民族の存続を図るためと見る再評価の動きも近年現れている。